# Wilhelm Bötticher
Johann Friedrich Wilhelm Bötticher (Wormsdorf, Eilsleben, 6 de junho de 1798 – Berlim, 6 de abril de 1850) foi um professor, historiador e pedagogo alemão. Foi pai do orientalista Paul de Lagarde. 
Bötticher estudou teologia e filosofia. Foi professor de grego e latim no Friedrich-Wilhelm-Gymnasium (uma escola secundária) em Berlim. Publicou alguns textos, sem grande ressonância. Após a morte da sua primeira mulher, casou, em 1831 pela segunda vez.